# Natsupoi
Natsumi Maki (万喜なつみ, Maki Natsumi, Yokohama, 19 de julio de 1995) es una luchadora profesional japonesa. Actualmente trabaja para la empresa World Wonder Ring Stardom, donde se presenta con el nombre de Natsupoi. Es conocida por su tiempo en JWP Joshi Puroresu, DDT Pro-Wrestling y Tokyo Joshi Pro Wrestling.

## Carrera

### Circuito independiente (2015-2020)
Maki luchó un par de combates para Reina, uno de ellos en REINA Year End Battle en Korakuen 2015 el 26 de diciembre, donde se asoció con Tae Honma en un esfuerzo perdido ante Saori Anou y su entrenadora Yuna Manase. Participó en Kyoko Kimura Retirement Produce Last Afro el 22 de enero de 2017, donde compitió en una batalla real de 20 hombres que también involucró a otras superestrellas populares como Takashi Sasaki, Munenori Sawa, Yuki Miyazaki, Yuko Miyamoto, Hercules Senga y otros. Mientras competía en All Japan Pro Wrestling, participó en el evento del 25 aniversario de AJPW Jun Akiyama & Takao Omori del 21 de octubre de 2017, donde se asoció con Saori Anou, obteniendo una victoria contra Haruka Kato y Saki. En AKINO Produce 20th Anniversary de Oz Academy, un evento del 8 de julio de 2018 que retrató el vigésimo aniversario de la carrera de Mika Akino, se quedó corta ante Mayumi Ozaki. Maki luchó para DDT Pro-Wrestling en Wrestle Peter Pan 2019 el 15 de julio, donde se asoció con Unagi Sayaka y Yuna Manase perdiendo ante Rika Tatsumi y The Bakuretsu Sisters (Nodoka Tenma y Yuki Aino). Una vez compitió por Sendai Girls' Pro Wrestling, en un espectáculo en casa que tuvo lugar el 16 de febrero de 2020, donde se asoció con Sareee perdiendo frente a Dash Chisako y Meiko Satomura.

### JWP Joshi Puroresu (2016-2017)
Una de sus apariciones en JWP Joshi Puroresu fue en JWP Pure Dream 2016 el 3 de noviembre, donde desafió sin éxito a Hana Kimura por el JWP Junior Championship y el Princess of Pro Wrestling Championship. En JWP Fly High In The 25th Anniversary Party el 2 de abril de 2017, Maki compitió en una batalla real de 17 mujeres, enfrentándose a oponentes notables como Kayoko Haruyama, Yumiko Hotta, Jaguar Yokota y Command Bolshoi.

### Tokyo Joshi Pro Wrestling (2019-2020)
Maki también compitió en la empresa Tokyo Joshi Pro Wrestling, por la que debutó en TJPW Tokyo Joshi Pro '19 el 4 de enero de 2019, donde se asoció con Millie McKenzie, quedando corta frente a Bakuretsu Sisters (Nodoka Tenma y Yuki Aino). Hizo apariciones notables esporádicas, como en el especial de graduación de TJPW Pinano Pipipipi, donde compitió en una batalla real de guanteletes que también involucró al ganador Hikari Noa, Yuka Sakazaki, Shoko Nakajima y Mizuki. El 3 de mayo en TJPW Yes! Wonderland 2019, Maki se asoció con Hikari Noa para desafiar sin éxito a Mizuki y Yuka Sakazaki por el Campeonato Princesa en Parejas. El combate más notable que tuvo en la empresa fue en TJPW Brand New Wrestling 3 del 25 de agosto de 2019, donde derrotó a Gisele Shaw por el vacante Campeonato Internacional de Princesa. Maki renunció a TJPW el 21 de septiembre de 2020 y se fue a Stardom.

### World Wonder Ring Stardom (2016, 2020-presente)
Maki hizo su debut en World Wonder Ring Stardom en la quinta noche del Stardom 5th Anniversary que tuvo lugar el 21 de febrero de 2016, donde se asoció con Saori Anou y Starlight Kid, siendo derrotada por Azumi, Haruka Kato y Kaori Yoneyama. Obtuvo un trabajo notable en el Torneo 5STAR Grand Prix 2016 a partir del 21 de agosto, ubicándose en el Bloque A, compitiendo contra Hiromi Mimura, Kay Lee Ray, Mayu Iwatani, Yoko Bito, Toni Storm y Blue Nikita.
Maki tuvo una pausa de cuatro años con la empresa hasta su regreso a Stardom Yokohama Cinderella el 3 de octubre de 2020, donde derrotó a Death-Yama San y se reveló que era la recluta más reciente del stable Donna Del Mondo liderada por Giulia.

## Campeonatos y logros
- Tokyo Joshi Pro Wrestling
  - International Princess Championship (1 vez e inaugural)

- World Wonder Ring Stardom
  - Artist of Stardom Championship (1 vez) – con Himeka & Maika
  - Goddess of Stardom Championship (1 vez) – con Tam Nakano[20]
  - High Speed Championship (1 vez)